# پیره‌یوسفیان
پیره‌یوسفیان یکی از روستاهای استان آذربایجان شرقی است که در دهستان گویجه بل بخش مرکزی شهرستان اهر واقع شده‌است.این روستا ۱۸۶ نفر جمعیت دارد.